# 8543 Tsunemi
A 8543 Tsunemi (ideiglenes jelöléssel 1993 XO1) a Naprendszer kisbolygóövében található aszteroida. Kobajasi Takao fedezte fel 1993. december 15-én.